# التیم (الب)
التیم (الب) (به آلمانی: Altheim (Alb)) یک شهرداری در آلمان است که در الب-دانو-کریس واقع شده‌است.

## خصوصیات
التیم ۲۵٫۷۸ کیلومترمربع مساحت دارد ۶۰۹ متر بالاتر از سطح دریا واقع شده‌است.